# Бач
 Тази статия е за селото в Македония.  За германския миколог вижте Аугуст Бач.  
Бач (на македонска литературна норма: Бач) е село в община Новаци, Северна Македония.
Извори и чешми: Шупур, Бозовик, Стрезови върби, Кладенец, Миленкоа чешма, Горна Чешма, Колчекоа чешма. 
Други топоними: Крива бара, Грашища, Дупка, Калдарма, Долно Йелище, Горно Йелище, Рудина, Бранковец, Лекои кладенчиня, Чука, Чардак, Якова колиба, Пиялица, Кременик, Козини дупки, Църни рид, Клокотеш, Дервен, Стрезои върби, Острика, Гърданоо цуцуле.

## География
Бач е разположено е в източната част на Битолското поле, непосредствено до границата с Гърция. Традиционно се дели на три махали: Долна, Горна и Отанде. В средата на селото е Средсело - незасторено пространство (към 50-те години на ХХ век).

## История
В XIX век Бач е село в Леринска кааза, нахия Лерин на Османската империя. В началото на ХIX век селото става чифлик на битолски евреин. Според местни предания по това време три години не се ражда жито. След това собственик на земята на селото става албанецът Рустем паша, който присъединява към землището на селото това на разселеното село Грабаново.
В 1848 година руският славист Виктор Григорович описва в „Очерк путешествия по Европейской Турции“ Бачь като българско село. В „Етнография на вилаетите Адрианопол, Монастир и Салоника“, издадена в Константинопол в 1878 година и отразяваща статистиката на населението от 1873 година Бач (Batch) е посочено като село с 35 домакинства и 92 жители българи.
Българската екзархийска църква „Света Богородица“ е от XIX век.
Според статистиката на Васил Кънчов („Македония. Етнография и статистика“) към 1900 година в Бачъ живеят 490 българи-християни.
На Етнографската карта на Битолския вилает на Картографския институт в София от 1901 година Бач е чисто българско село в Леринската каза на Битолския санджак с 57 къщи.
След Илинденското въстание в началото на 1904 година цялото село минава под върховенството на Българската екзархия. По данни на секретаря на екзархията Димитър Мишев („La Macédoine et sa Population Chrétienne“) в 1905 година в Бач има 456 българи екзархисти. Българското екзархийско село е тероризирано от гръцките андартски чети, действащи в региона и заплашвано с писма да премине към Патриаршията и да се обяви за гръцко. През март 1907 година Бач е нападнато и изгорено от гръцко-гъркоманска чета от съседното село Брод на капитан Васос Врондас.
Към 1912 година собстевеникът на земята на селото, Пелти бег, внук на Рустем паша, я продава на местните жители.
По време на българското управление в Македония през Първата световна война Бач е център на община в Битолска селска околия, в която влизат Горно Коняри, Долно Коняри, Добровени, Живойно и Сович. Жителите на Бач са 385 души.
По време на българското управление във Вардарска Македония в годините на Втората световна война, Григор Попгеоргиев от Острово е български кмет на Бач от 13 август 1941 година до 25 ноември 1942 година. След това кметове са Петър Атанасов Димитров от Муртинци (12 март 1943 - 7 декември 1943), Андрей Димитров Весов от Велес (27 декември 1943 - 17 януари 1944) и Стрезо Иванов Георгиев от Битоля (29 януари 1944 -  9 септември 1944). На 19 април 1942 година в Бач е основано читалище „Просвета“.
Според преброяването от 2002 година селото има 172 жители, от които 171 македонци и 1 сърбин.
| Националност     | Всичко |
| северномакедонци | 171    |
| албанци          | 0      |
| турци            | 0      |
| роми             | 0      |
| власи            | 0      |
| сърби            | 1      |
| бошняци          | 0      |
| други            | 0      |

До 2004 година Бач е център на самостоятелна община.

## Личности
Родени в Бач
- Васил Харамешев, български революционер от ВМОРО

Починали в Бач
- Василиос Папас (? - 1907), гръцки андартски капитан

Свързани с Бач
- Мицко Солаков (1890 – 1928), български революционер, кмет на Бач